# Leszek Pacholski (ur. 1944)
Leszek Maciej Pacholski (ur. 28 czerwca 1944 w Korzennej) – polski naukowiec, profesor nauk technicznych, wykładowca akademicki związany z Politechniką Poznańską. Specjalista w zakresie ergonomii przemysłowej.

## Życiorys
Absolwent I Liceum Ogólnokształcącego im. Karola Marcinkowskiego w Poznaniu (1962). W 1968 ukończył studia na Wydziale Budowy Maszyn Politechniki Poznańskiej. W 1973 uzyskał stopień naukowy doktora, habilitował się cztery lata później. W 1986 otrzymał tytuł profesora nauk technicznych. Zawodowo związany z macierzystą uczelnią, od 1991 na stanowisku profesora zwyczajnego. W latach 1980–2001 i ponownie od 2008 do 2010 kierował Instytutem Inżynierii Zarządzania na tej uczelni. Od 2001 do 2008 był dziekanem Wydziału Informatyki i Zarządzania, a w 2010 objął stanowisko dziekana Wydziału Inżynierii Zarządzania. Był także współzałożycielem i (w drugiej połowie lat 90.) rektorem Wyższej Szkoły Komunikacji i Zarządzania w Poznaniu.
W pracy naukowej zajmuje się zagadnieniami budowy i eksploatacji maszyn oraz organizacji i zarządzania ze szczególnym uwzględnieniem kwestii ergonomii przemysłowej oraz inżynierii produkcji. Przez dwadzieścia lat był wiceprzewodniczącym Komitetu Ergonomii Polskiej Akademii Nauk, przez dwie kadencje kierował Polskim Towarzystwem Ergonomicznym (1986–1992, w latach 1992–1998 wiceprezes, otrzymał też członkostwo honorowe). Od połowy lat 80. był powoływany w skład zarządu międzynarodowego stowarzyszenia branżowego International Ergonomics Association. Jest uznawany za współtwórcę makroergonomii. Wszedł w skład rad redakcyjnych czasopism naukowych, tj. "International Journal of Human Factors in Manufacturing", "Ergonomia" oraz "Archiwum Technologii Maszyn i Automatyzacji". Był również prezesem rady nadzorczej Stoczni Szczecińskiej i następnie powstałego na jej bazie holdingu (1993–2002) oraz wiceprezesem zarządu tego przedsiębiorstwa (2002–2003). Stał również na czele Rady Ochrony Pracy (1989–1998). Brał udział w organizacji programów rozwoju przedsiębiorczości podejmowanych we współpracy z Wielkopolską Izbą Przemysłowo-Handlową oraz Agencją Rozwoju Regionalnego.
Został pierwszym przedstawicielem kraju Europy Środkowowschodniej wyróżnionym nagrodą światową International Ergonomics Association Fellow Award. Odznaczony m.in. Krzyżem Oficerskim (1997) i Krzyżem Komandorskim (2012) Orderu Odrodzenia Polski.

## Wybrane publikacje
- Ergonomia: praca zbiorowa (współautor), Wydawnictwo Politechniki Poznańskiej, Poznań 1986
- Makroergonomia (współautor), Wydawnictwo Politechniki Poznańskiej, Poznań 2011
- Procesowe, strukturalne i kooperacyjne aspekty innowacyjności organizacyjnej przedsiębiorstw (współautor), Wydawnictwo Politechniki Poznańskiej, Poznań 2011
- Systemy ekspertowe i sztuczna inteligencja, Wydawnictwo Politechniki Poznańskiej, Poznań 2012
- Zagadnienia komparacji i syntezy niejednorodnych ocen ergonomicznych środowiska fizycznego (współautor), Wydawnictwo Politechniki Poznańskiej, Poznań 1986